# Kangbjon állomás
Kangbjon (Gangbyeon) állomás a szöuli metró 2-es vonalának egyik állomása Szöul Kvangdzsin-ku (Gwangjin-gu) kerületében. 1980-ban nyílt meg. Neve azt jelenti, „folyópart”, amit a Han folyó közelsége miatt kapott.

## Viszonylatok
| 2-es vonal                              | 2-es vonal | 2-es vonal                                                                |
| --------------------------------------- | ---------- | ------------------------------------------------------------------------- |
| Kui (Guui) (külső oldal) Városháza felé | fő vonal   | Csamsillaru (Jamsillaru) (belső oldal) Cshungdzsongno (Chungjeongno) felé |